# 胜利航空 (美国)
胜利航空运输（英語：Victory Air Transport），是一家总部位于美国佛罗里达州布劳沃德县劳德代尔堡的航空公司，经营VIP包机航线。

## 历史
胜利运输航空在2003年7月23日由美国运输部批准运营。

## 机队
截至2005年1月，胜利航空运输的机队包括：
| 机型        | 营运中 | 备注 |  |
| ----------- | ------ | ---- |  |
| 波音737-200 | 1      |      |  |
| 总计        | 1      |      |  |